# Alcedínids
Els alcedínids (Alcedinidae) són una família d'ocells de l'ordre dels coraciformes. Els seus membres se solen denominar comunament blauets o alcions. Són un grup d'ocells petits i mitjans de colors brillants que tenen una distribució cosmopolita, amb la major part de les espècies al Vell Món i Austràlia. El grup s'ha tractat com a subordre Alcedines, amb tres famílies, o com la família dels alcedínids (Alcedinidae), amb tres subfamílies: Alcedininae, Halcyoninae, i Cerylinae. Hi ha aproximadament 90 espècies de blauets, alcions i cucaburres. Tots tenen el cap gran, bec llarg i esmolat, potes curtes i cues arrodonides. La majoria de les espècies tenen un plomatge brillant amb petites diferències entre els sexes. En general tenen distribució tropical, i una lleugera majoria es troben només als boscos. Consumeixen una àmplia varietat de preses, entre elles peixos, que normalment atrapen deixant-se caure des d'una perxa. De la mateixa manera que altres coraciformes nien en cavitats, generalment en túnels excavats en talús. Unes poques espècies, principalment insulars, estan amenaçades d'extinció.

## Morfologia
L'espècie més menuda és el blauet pigmeu de cap vermell (Ispidina lecontei) amb un pes de 10,4 g i 10 cm de llargària. El més gran és Megaceryle maxima, amb 355 g i 45 cm. No obstant això Dacelo novaeguineae és l'espècie que més pesa, ja que no són rars individus de més de 450 g.
El plomatge de la majoria de les espècies és brillant, amb verd i blau com a colors més habituals. La lluentor dels colors no és ni producte de la iridescència ni dels pigments, sinó per causa de l'estructura de les plomes, que provoquen la dispersió de la llum blava (efecte Tyndall). En la majoria de les espècies no hi ha diferències entre els sexes i, quan hi ha, són molt petites (menys del 10%).

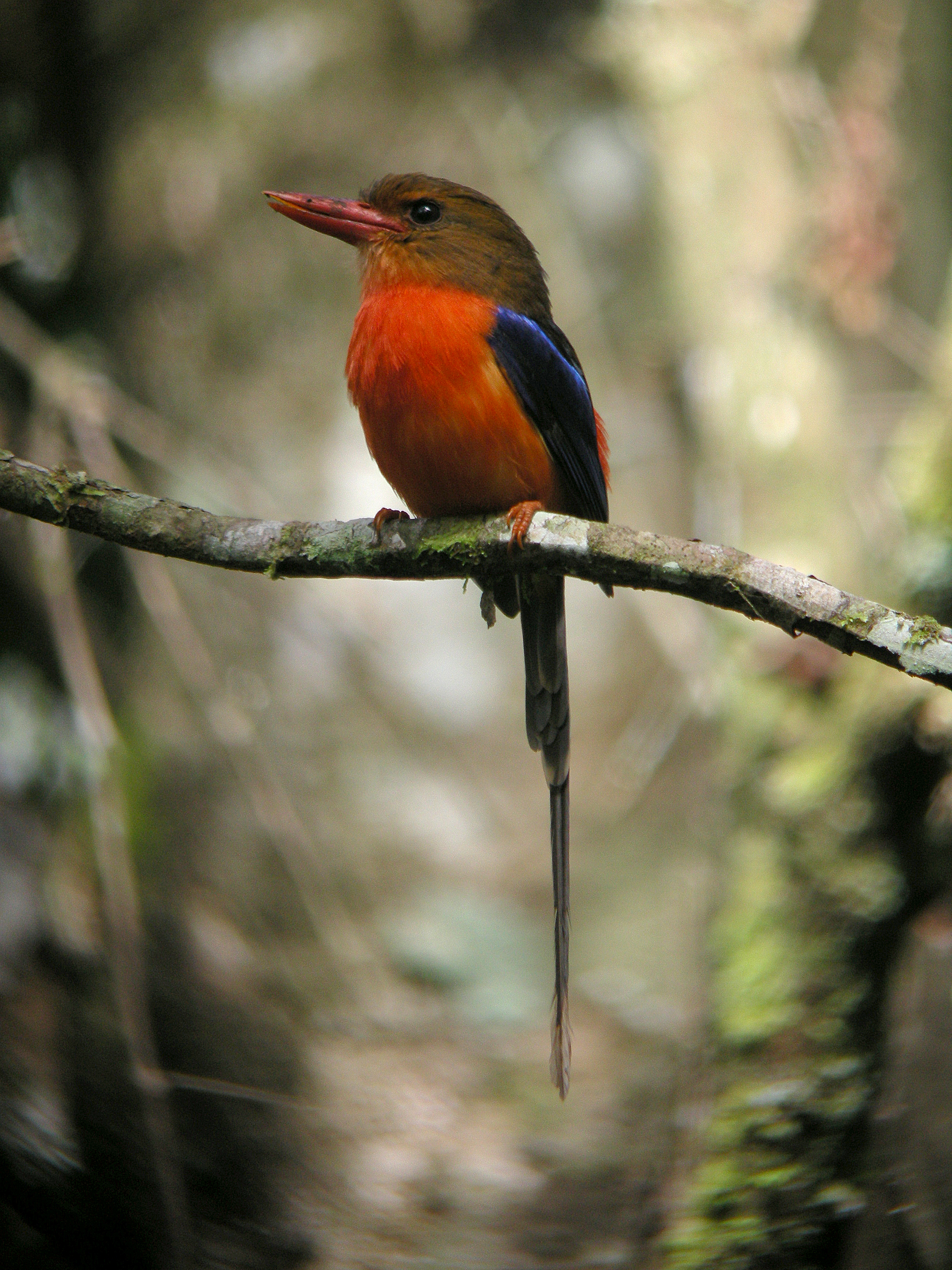
Blauet del paradís propi de Nova Guinea amb una llarga cua inhabitual al grup

Els blauets tenen un bec semblant a una daga. El bec és generalment més llarg i comprimit en les espècies pescadores, i més curt i més ampli en les espècies que s'alimenten de la caça a terra. El bec més atípic és el del cucaburra de l'espècie Clytoceyx rex, que fa servir per furgar en el sòl del bosc a la recerca de preses. En general, tenen potes curtes, encara que les espècies que s'alimenten a terra, tenen més llarg el tars. La majoria de les espècies tenen quatre dits, tres dels quals apunten cap endavant.
L'iris de la majoria de les espècies és de color bru. Tenen una vista excel·lent, amb visió binocular i es pensa, que tenen una bona visió dels colors. El moviment dels ulls en les òrbites està prou restringit, utilitzant en el seu lloc moviments del cap per tal de rastrejar la presa. A més són capaços de compensar la refracció de l'aigua quan la presa es troba dins d'ella, i són capaços de jutjar la profunditat amb precisió. També tenen membrana nictitant que cobreix els ulls quan entren a l'aigua amb la finalitat de protegir-los, l'alció pigallat (Ceryle rudis) té una placa òssia que llisca a través de l'ull quan l'ocell toca l'aigua.

## Hàbitat i distribució
Tenen una distribució cosmopolita, pels tròpics de tot el món i a les regions temperades. Estan absents de les regions polars i alguns dels deserts més secs del món. Un nombre d'espècies han arribat fins grups d'illes, en particular al Pacífic meridional i oriental. La zona tropical del Vell Món i Oceania són el nucli d'aquest grup. Europa i Nord-amèrica, al nord de Mèxic, estan molt poc representades, amb només el blauet comú i l'alció blau respectivament, a més de la presència esporàdica o local d'altres espècies. Les sis espècies que habiten Amèrica són quatre del gènere Chloroceryle i dues de Megaceryle. Per tant, les àrea tropicals d'Amèrica del Sud tenen cinc espècies sedentàries més l'alció blau en època d'hivernada. En comparació, el petit país africà de Gàmbia té vuit espècies residents als seus 192 per 32 quilòmetres.

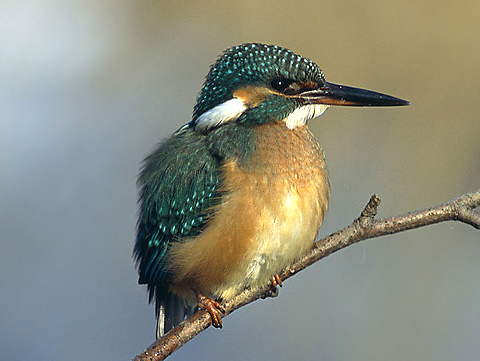
El blauet és l'única espècie nadiua dels Països Catalans

Una espècie concreta pot tenir una distribució molt ampla, com el blauet comú, que viu des d'Irlanda a través d'Europa, Nord d'Àfrica i Àsia fins a Salomó a Oceania, o l'alció pigallat, que té una àmplia distribució en tota Àfrica i Àsia. Altres espècies tenen àrees de distribució més petites, en particular les espècies insulars, que poden ser endèmiques a una petita illa. El blauet del paradís de Kofiau (Tanysiptera ellioti) està restringit a la petita illa de Kofiau, prop de Nova Guinea.
Ocupen una àmplia varietat d'hàbitats. Encara que sovint s'associen amb rius i llacs, més de la meitat de les espècies es troben en zones forestals i boscos de ribera. També ocupen altres hàbitats. Todiramphus pyrrhopygius, d'Austràlia, viu en un dels deserts més secs, tot i que aquestes aus estan absents d'altres deserts com el Sàhara. Altres espècies viuen a les muntanyes, o boscos oberts, i un nombre d'espècies tropicals viuen en atolls de corall. Nombroses espècies se n'han adaptat als hàbitats humans, en particular, les pròpies dels boscos, i es poden trobar en terres de conreu i zones agrícoles, així com parcs i jardins a les ciutats.

## Alimentació

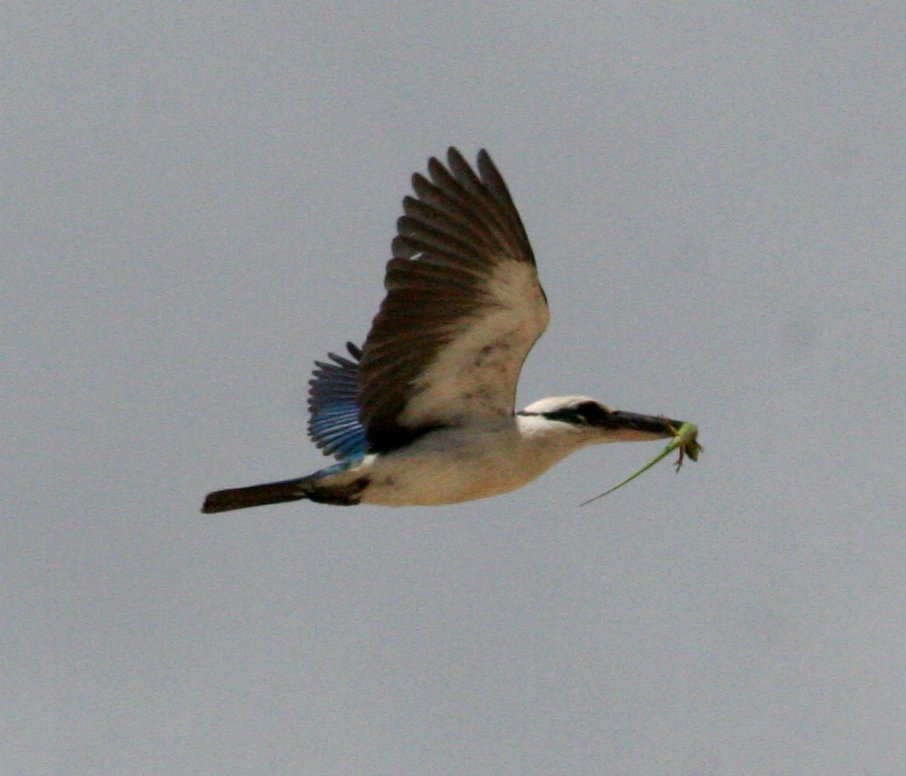
Malgrat que es relaciona aquest grup d'ocells amb eficients pescadors, moltes espècies obtenen en terra la seva alimentació com aquest alció de collar blanc que ha capturat una sargantana.

Mengen una ampla varietat d'aliments. Són molt famosos per la caça i el consum de peix, i algunes espècies estan especialitzades en la seva captura, a més d'altres preses com crustacis, granotes i altres amfibis, anèl·lids, mol·luscs, insectes, aranyes, centpeus, rèptils (incloses les serps) i fins ocells i mamífers. Espècies determinades es poden especialitzar en unes poques preses o una àmplia gamma d'elles En espècies amb grans àrees de distribució, poblacions diferents poden tenir diferents dietes. Les espècies forestals cacen principalment insectes, especialment llagostes, mentre que els de la família dels alcedínids són els més especialitzats en la pesca. S'ha observat Todiramphus pyrrhopygius colpejant els niu de fang de les orenetes de l'espècie Petrochelidon ariel per alimentar els seus pollets. Solen caçar des d'un lloc de vigia, quan observa una presa s'abat cap a ella, i després torna a la perxa. Ocells de les tres famílies poden donar mort a grans preses trencant-les els ossos o les espines de protecció per a després empassar-se-les.

## Reproducció
Els blauets són territorials, algunes espècies defenen vigorosament el seu territori. En general són monògams, encara que s'ha observat la cria cooperativa en algunes espècies.

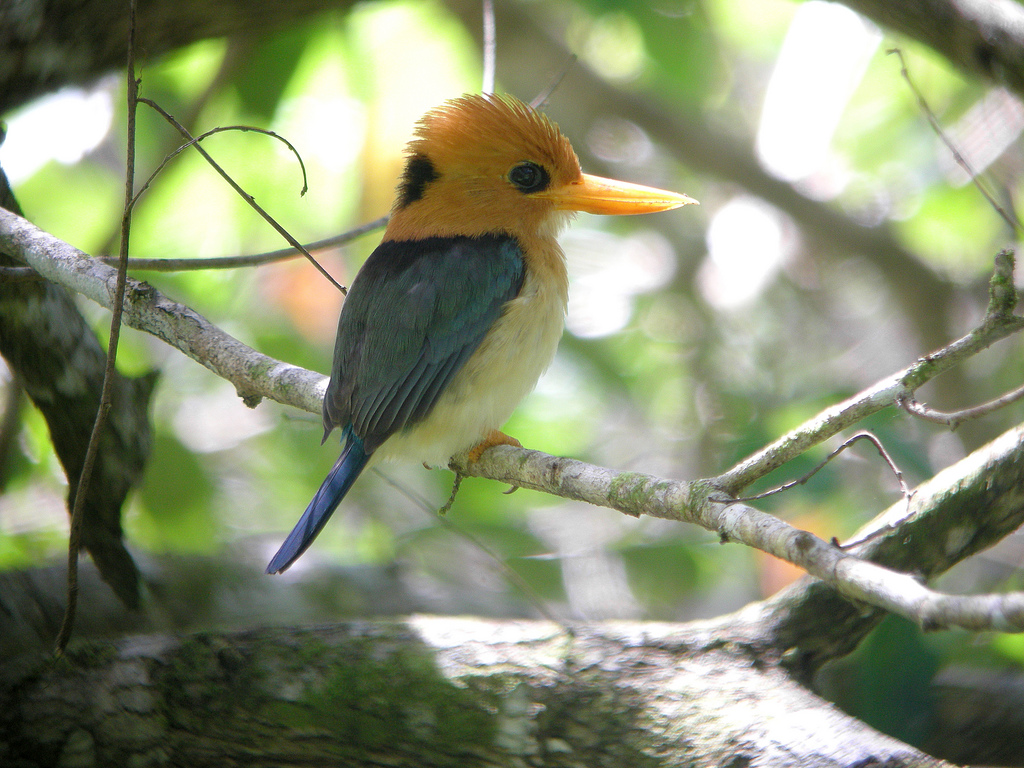
Com moltes de les espècies forestals l'alció torotoro sovint fa el niu al de les termes arbòries

 Com tots els Coraciiformes, aquestes espècies nien en cavitats, la majoria en caus cavats a terra. Aquests forats els fan en general en talús de terra als vessants dels rius, llacs o canals. Algunes espècies nien en forats als arbres, en terra entre les arrels d'un arbre, o nius de tèrmits arbòries. Aquests nius de tèrmits són comuns en les espècies forestals. Els nius tenen forma d'una petita càmera al final d'un túnel. La feina d'excavar el niu és compartida, durant les excavacions inicials, l'ocell pot volar al lloc triat, amb una força considerable, i els ocells es poden ferir fatalment a si mateixos durant la tasca. La longitud dels túnels varia segons l'espècie i la seva ubicació, els nius en termiters són necessàriament molt més curts que els excavats a la terra, i els nius a substrats més difícils són menors que en el tou o la sorra. Els túnels més llargs registrats són els de l'alció gegant africà (Megaceryle maxima), que arriba als 8,5 m de llargària.
Els ous d'aquestes aus són sempre blancs i brillants. La niuada típica varia segons les espècies, algunes espècies grans i petites, ponen dos ous per niuada, mentre que altres poden posar 10, la mitjana és de 3 - 6 ous que ambdós sexes coven.

## Taxonomia i evolució
La taxonomia de les tres famílies és complexa i bastant controvertida. Encara que assignat a l'ordre dels coraciformes, és confusa la relació dins del grup.
Tradicionalment se'ls ha considerat una única família, els alcedínids (Alcedinidae) amb tres subfamílies, però després de la revolució en la taxonomia de les aus de la dècada de 1990, les tres subfamílies van ser elevades al nivell de família. Aquesta mesura va ser recolzada pels estudis dels cromosomes i l'ADN, però això es va qüestionar argumentant que els tres grups són monofilètics respecte a la resta dels coraciformes. Això va portar a l'agrupament al subordre Alcedines.
El centre de diversitat del grup és la regió d'Australàsia, però es pensa que no es van originar allí, sinó que van evolucionar en l'hemisferi nord i van envair la regió de Australàsia en diverses ocasions. Se n'han trobat blauets fòssils a les roques de l'Eocè inferior de Wyoming i de l'Eocè Mitjà d'Alemanya, datades en 30-40 milions d'anys. Els fòssils més recents han estat descrits en les roques del Miocè d'Austràlia (5-25 milions d'anys). Diverses aus fòssils han estat erròniament atribuïdes a aquest grup, incloent Halcyornis, de les roques de l'Eocè Inferior, a Kent, que també s'ha considerat com una gavina, però aviu es pensa que eren membres d'una família extinta.
Entre les tres famílies, la dels alcedínids és la precursora de les altres dues. Les poques espècies americanes, totes de la família dels cerílids, fa pensar que l'escassa representació en l'hemisferi occidental, és el resultat de la colonització per dues úniques espècies originals. La família es va separar dels halciònids en el Vell Món en un moment tan recent com el Miocè o el Pliocè.

## Sistemàtica
La família dels alcedínids (Alcedinidae)-que s'han considerat el subordre Alcedines.– es classifica en tres subfamílies:
- Subfamília dels alcedinins (Alcedininae), o família dels alcedínids (Alcedinidae) (sensu stricto).
- Subfamília dels halcionins (Halcyoninae), o família dels halciònids (Halcyonidae).
- Subfamília dels cerilins (Cerylinae). o família dels cerílids (Cerylidae).

La família Halcyonidae ha rebut també el nom de Dacelonidae, o Daceloninae quan se la considera una subfamília.
Segons la Classificació del Congrés Ornitològic Internacional (versió 13.2, 2023) els alcedínids contenen 18 gèneres amb 117 espècies:

## Relació amb l'home

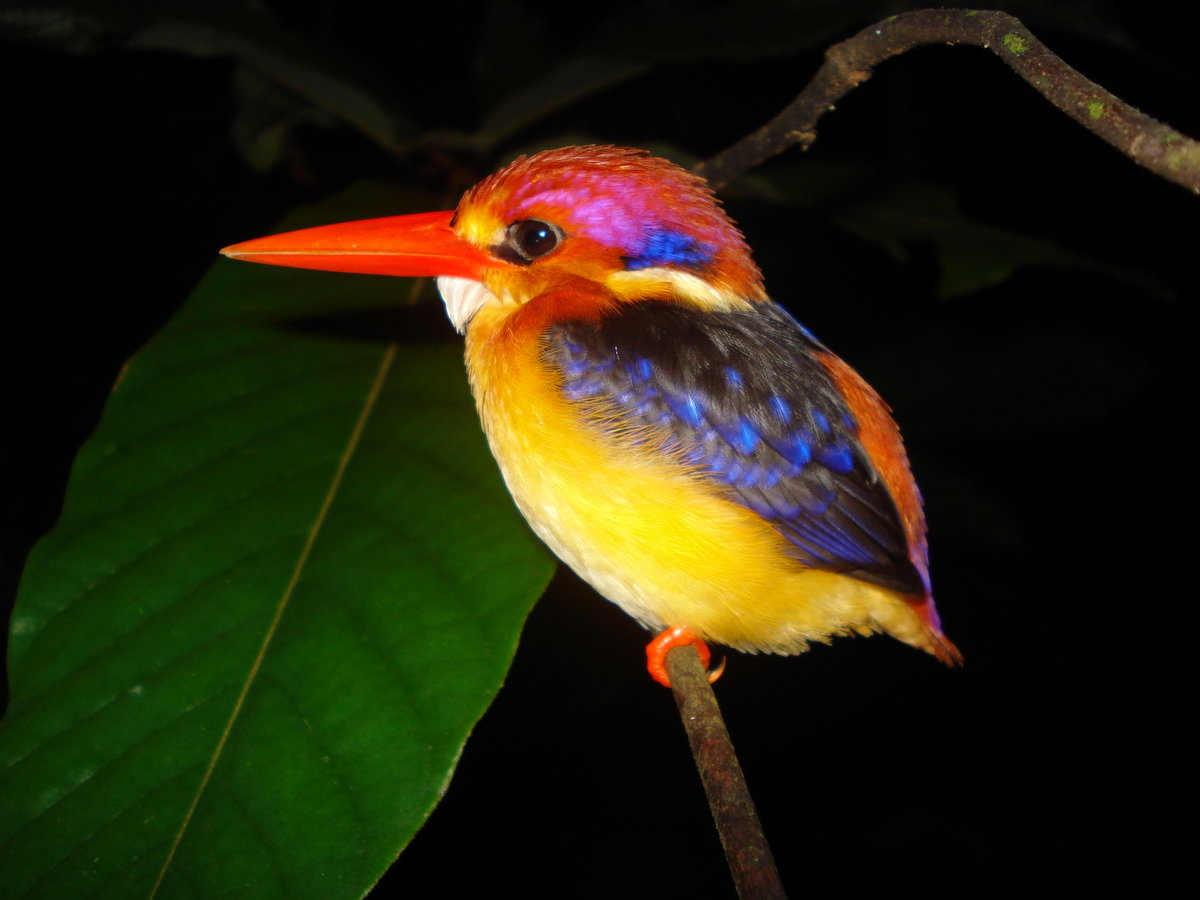
Els guerrers de la tribu Dusun de Borneo consideren un mal presagi el blauet pigmeu de dors vermell

Generalment són ocells tímids, però el seu vistós plomatge sempre ha despertat l'atenció de les diferents cultures humanes. L'alció sagrat (Todiramphus sanctus), juntament amb altres blauets del Pacífic, va ser venerat pels polinesis, que pensaven que tenia el control sobre les mars i les onades. El poble Dusun de Borneo, considera que el blauet pigmeu de dors vermell (Ceyx erithaca) és un mal presagi, i si els guerrers el veuen al camí quan van a la batalla, se'n tornen a casa. Una altra tribu de Borneo consideren Lacedo pulchella un bon presagi. Halcyon, que dona el seu nom a la família Halcyonidae, és un ocell mític similar als blauets.

## Conservació
Un nombre d'espècies es consideren amenaçades per les activitats humanes i es troben en perill d'extinció. La majoria d'aquestes són espècies forestals amb una distribució limitada, particularment espècies insulars. L'amenaça ve de la pèrdua d'hàbitat causada per la tala o la degradació dels boscos i en alguns casos per les espècies introduïdes. L'alció de les Marqueses (Todiramphus godeffroyi) de la Polinèsia Francesa, està catalogat com en perill crític a causa d'una combinació de pèrdua d'hàbitat i degradació pel bestiar introduït, i possiblement també per la depredació per part d'espècies introduïdes.